# Penelope Riboldi
Penelope Riboldi (Brescia, 2 luglio 1986) è una calciatrice italiana, centrocampista dell'Apulia Trani.

## Carriera
Cresciuta nelle giovanili della Polisportiva Almennese, diventata dall'estate 2001 Orobica e che assunse dal 2003 la denominazione Atalanta con colori simili a quelli dell'Atalanta maschile, Penelope "Penny" Riboldi è protagonista del doppio salto di categoria della squadra nerazzurra dalla Serie B alla Serie A, grazie anche ai suoi gol (49 in tre anni).
A 18 anni conquista così la massima serie, dove fa il suo esordio l'8 ottobre 2005 contro il Bardolino Verona. La sua prima rete in Serie A arriva il 15 ottobre in Atalanta-Torres 1-4. Alla terza giornata segna la sua prima tripletta in massima serie, contro l'Oristano il 22 ottobre. Nello stesso campionato realizza un'altra tripletta contro l'Agliana (3 dicembre) e di nuovo contro l'Oristano nella gara di ritorno (18 febbraio). Chiuderà la stagione con 12 reti, maggiore realizzatrice in campionato sulle 14 totali segnate dalla squadra, che non basteranno a ottenere la salvezza sul campo, arrivata comunque grazie alla non iscrizione del M. Matese Bojano.
Nella stagione 2006-2007 si trasferisce al Bardolino Verona, dove gioca tutte le gare di campionato di Serie A 2006-2007 (22) segnando anche 8 reti. Dopo la sconfitta in Supercoppa contro il Fiammamonza per 1-0 il 2 settembre, la sua prima rete con le gialloblù arriva alla quarta giornata contro il ACF Milan (11 novembre). Il 9 dicembre la sua prima doppietta in A e con le veronesi nel 6-0 al Porto Mantovano. Ne segnerà un'altra anche in Coppa Italia, contro il Vis Francavilla Fontana, il 25 aprile. A fine stagione, vince così il suo primo scudetto e, poche settimane dopo, anche la sua prima Coppa Italia, centrando uno storico doble.
Finito il prestito a Verona, torna a Bergamo dove resta altri tre anni disputando comunque sempre ottimi campionati di Serie A. Nel 2010 si trasferisce al Graphistudio Tavagnacco dove ottiene un ottimo secondo posto che vale l'accesso alla Champions League: l'anno successivo, segna anche il suo primo gol nella massima competizione per club europei all'esordio, il 29 settembre 2011 nella vittoria per 2-1 sul Malmö. Chiude la seconda stagione al Tavagnacco con un terzo posto in Serie A e la finale di Supercoppa Italiana persa contro la Torres, oltre ad aver raggiunto le semifinali di Coppa Italia e i 16/esimi di Champions League.
Il 4 luglio 2012 viene ufficializzato il suo trasferimento al Napoli ma la stagione di Serie A 2012-2013 con le partenopee fu compromessa da un grave infortunio al legamento crociato che la costrinse a mesi di recupero lontana dal terreno di gioco e rientrando dopo cinque mesi di inattività. Riboldi riuscirà a giocare un'intera partita solo alla nona giornata di ritorno del campionato.
A fine stagione si accorda con il Mozzanica, società dell'omonima cittadina in provincia di Bergamo, che segna il ritorno della calciatrice in terra natia. Con le bianco-azzurre, durante la stagione 2013-2014, contribuisce a far raggiungere alla società il 5º posto in Serie A e le semifinali di Coppa Italia. Con il Mozzanica rimane un'altra stagione, congedandosi dalla società con 51 presenze e 8 reti, tutte realizzate alla sua prima stagione.
Durante il calciomercato estivo 2015 raggiunge un accordo con la Pink Sport Time, società di Bari alla ricerca di rinforzare l'organico dopo il ripescaggio in Serie A. Con le baresi rimane la sola stagione 2015-2016, condividendo le sorti della squadra che non riesce a uscire dalla zona di bassa classifica e ad evitare la retrocessione a fine campionato, congedandosi con un tabellino personale di 3 reti su 20 incontri di campionato, ai quali si aggiunge una presenza e una rete realizzata in Coppa Italia.
Nell'estate 2016 formalizza un accordo con il neopromosso Chieti, al suo debutto assoluto in Serie A, per la stagione entrante. Riboldi rimane quell'unica stagione, costretta causa un infortunio a rimanere lontana dai campi di gioco per lungo tempo, evento che incide negativamente nella rincorsa alla salvezza della squadra che al termine del campionato non riesce a evitare la retrocessione.
Durante il calciomercato estivo 2017 Riboldi si trasferisce al neopromosso Valpolicella, alla sua seconda partecipazione alla Serie A, per la stagione 2017-2018. Il ritorno in Serie A della squadra coincide con una maggiore sinergia con il Chievo maschile, che da anni aveva avviato una collaborazione con il Valpo, che per la stagione entrante utilizza le tenute di gioco e la grafica del Chievo unita allo storico sponsor Fimauto. Con un organico ulteriormente rinforzato Riboldi e compagne affrontano il campionato mantenendo posizioni di media classifica, raggiungendo la matematica salvezza con il pareggio per 1-1 con il San Zaccaria alla sedicesima giornata e terminando al sesto posto con 26 punti, uno in più delle rivali dell'AGSM Verona. Durante il campionato Riboldi viene impiegata in 19 dei 22 incontri disputati, avendo occasione di segnare una rete, quella che alla seconda giornata, il 7 ottobre 2017, apre le marcature nell'incontro vinto per 2-0 con le avversarie dell'Empoli. A questi si aggiungono le due presenze in Coppa Italia.
Riboldi conferma la sua presenza anche per la stagione successiva, dove la società si iscrive con la nuova denominazione di ChievoVerona Valpo.
Nella stagione 2019-2020 milita nella rosa della Roma e ad agosto 2020 passa al Pomigliano con cui all'esordio in campionato alla prima giornata segna la prima rete della stagione 2020-2021 contro il Tavagnacco.
Nel luglio 2021 è tornata dopo cinque anni alla Pink Sport Time.

## Statistiche

### Presenze e reti nei club
Statistiche aggiornate al 20 aprile 2019.
| Stagione                | Squadra                 | Campionato              | Campionato | Campionato | Coppe nazionali | Coppe nazionali | Coppe nazionali | Coppe continentali | Coppe continentali | Coppe continentali | Altre coppe | Altre coppe | Altre coppe | Totale | Totale |
| Stagione                | Squadra                 | Comp                    | Pres       | Reti       | Comp            | Pres            | Reti            | Comp               | Pres               | Reti               | Comp        | Pres        | Reti        | Pres   | Reti   |
| ----------------------- | ----------------------- | ----------------------- | ---------- | ---------- | --------------- | --------------- | --------------- | ------------------ | ------------------ | ------------------ | ----------- | ----------- | ----------- | ------ | ------ |
| 2002-2003               | Atalanta                | Serie B                 | 21         | 18         | -               | -               | -               | -                  | -                  | -                  | -           | -           | -           | 21     | 18     |
| 2003-2004               | Atalanta                | Serie A2                | 18         | 12         | CI              | 4               | 2               | -                  | -                  | -                  | -           | -           | -           | 22     | 14     |
| 2004-2005               | Atalanta                | Serie A2                | 21         | 19         | CI              | 4               | 3               | -                  | -                  | -                  | -           | -           | -           | 26     | 22     |
| 2005-2006               | Atalanta                | Serie A                 | 21         | 12         | CI              | 2               | 1               | -                  | -                  | -                  | -           | -           | -           | 23     | 13     |
| 2006-2007               | Bardolino Verona        | Serie A                 | 22         | 8          | CI              | 11              | 5               | -                  | -                  | -                  | SI          | 1           | 0           | 34     | 13     |
| Totale Bardolino Verona | Totale Bardolino Verona | Totale Bardolino Verona | 22         | 8          |                 | 11              | 5               |                    | -                  | -                  |             | 1           | 0           | 34     | 13     |
| 2007-2008               | Atalanta                | Serie A                 | 22         | 9          | CI              | 4               | 4               | -                  | -                  | -                  | -           | -           | -           | 26     | 13     |
| 2008-2009               | Atalanta                | Serie A                 | 20         | 5          | CI              | 3               | 4               | -                  | -                  | -                  | -           | -           | -           | 23     | 9      |
| 2009-2010               | Atalanta                | Serie A                 | 17         | 2          | CI              | 1               | 0               | -                  | -                  | -                  | -           | -           | -           | -      | -      |
| Totale Atalanta         | Totale Atalanta         | Totale Atalanta         | 140        | 108        |                 | 18              | 14              |                    | -                  | -                  |             | -           | -           | 158    | 122    |
| 2010-2011               | Tavagnacco              | Serie A                 | 25         | 19         | CI              | 6               | 4               | -                  | -                  | -                  | -           | -           | -           | 31     | 23     |
| 2011-2012               | Tavagnacco              | Serie A                 | 25         | 13         | CI              | 4               | 2               | UWCL               | 2                  | 1                  | SI          | 1           | 0           | 32     | 16     |
| Totale Tavagnacco       | Totale Tavagnacco       | Totale Tavagnacco       | 50         | 32         |                 | 10              | 6               |                    | 2                  | 1                  |             | 1           | 0           | 63     | 39     |
| 2012-2013               | Napoli                  | Serie A                 | 5          | 0          | CI              | 2               | 2               | -                  | -                  | -                  | -           | -           | -           | 7      | 2      |
| Totale Napoli           | Totale Napoli           | Totale Napoli           | 5          | 0          |                 | 2               | 2               |                    | -                  | -                  |             | -           | -           | 7      | 2      |
| 2013-2014               | Mozzanica               | Serie A                 | 30         | 8          | CI              | 6               | 3               | -                  | -                  | -                  | -           | -           | -           | 36     | 11     |
| 2014-2015               | Mozzanica               | Serie A                 | 21         | 0          | CI              | -               | -               | -                  | -                  | -                  | -           | -           | -           | 21     | 0      |
| Totale Mozzanica        | Totale Mozzanica        | Totale Mozzanica        | 51         | 8          |                 | 6               | 3               |                    | -                  | -                  |             | -           | -           | 57     | 11     |
| 2015-2016               | Pink Sport Time         | Serie A                 | 20         | 3          | CI              | 1               | 1               | -                  | -                  | -                  | -           | -           | -           | 21     | 4      |
| 2016-2017               | Chieti                  | Serie A                 | 14         | 2          | CI              | 3               | 0               | -                  | -                  | -                  | -           | -           | -           | 17     | 2      |
| 2017-2018               | Valpolicella            | Serie A                 | 19         | 1          | CI              | 2               | 0               | -                  | -                  | -                  | -           | -           | -           | 21     | 1      |
| 2018-2019               | ChievoVerona Valpo      | Serie A                 | 13         | 0          | CI              | 0               | 0               | -                  | -                  | -                  | -           | -           | -           | 13     | 0      |
| Totale carriera         | Totale carriera         | Totale carriera         | 334        | 162        |                 | 53              | 31              |                    | 2                  | 1                  |             | 2           | 0           | 368    | 194    |

### Cronologia delle presenze e delle reti in nazionale
| Cronologia completa delle presenze e delle reti in nazionale ― Italia under 19 | Cronologia completa delle presenze e delle reti in nazionale ― Italia under 19 | Cronologia completa delle presenze e delle reti in nazionale ― Italia under 19 | Cronologia completa delle presenze e delle reti in nazionale ― Italia under 19 | Cronologia completa delle presenze e delle reti in nazionale ― Italia under 19 | Cronologia completa delle presenze e delle reti in nazionale ― Italia under 19 | Cronologia completa delle presenze e delle reti in nazionale ― Italia under 19 | Cronologia completa delle presenze e delle reti in nazionale ― Italia under 19 |
| Data                                                                           | Città                                                                          | In casa                                                                        | Risultato                                                                      | Ospiti                                                                         | Competizione                                                                   | Reti                                                                           | Note                                                                           |
| ------------------------------------------------------------------------------ | ------------------------------------------------------------------------------ | ------------------------------------------------------------------------------ | ------------------------------------------------------------------------------ | ------------------------------------------------------------------------------ | ------------------------------------------------------------------------------ | ------------------------------------------------------------------------------ | ------------------------------------------------------------------------------ |
| 20-04-2004                                                                     | Riva del Garda                                                                 | Svizzera under 19                                                              | 1 – 4                                                                          | Italia under 19                                                                | Qual. Europeo under 19 2004                                                    | 0                                                                              |                                                                                |
| 22-04-2004                                                                     | Villa Lagarina                                                                 | Svezia under 19                                                                | 1 – 0                                                                          | Italia under 19                                                                | Qual. Europeo under 19 2004                                                    | 0                                                                              |                                                                                |
| 24-04-2004                                                                     | Arco                                                                           | Italia under 19                                                                | 3 – 2                                                                          | Serbia e Montenegro under 19                                                   | Qual. Europeo under 19 2004                                                    | 0                                                                              |                                                                                |
| 28-07-2004                                                                     | Loviisa                                                                        | Italia under 19                                                                | 5 – 1                                                                          | Russia under 19                                                                | Europeo under 19 2004 - Fase a gironi                                          | 0                                                                              |                                                                                |
| 30-07-2004                                                                     | Hämeenlinna                                                                    | Norvegia under 19                                                              | 0 – 0                                                                          | Italia under 19                                                                | Europeo under 19 2004 - Fase a gironi                                          | 0                                                                              |                                                                                |
| 02-08-2004                                                                     | Hyvinkää                                                                       | Francia under 19                                                               | 3 – 2                                                                          | Italia under 19                                                                | Europeo under 19 2004 - Fase a gironi                                          | 2                                                                              |                                                                                |
| 05-08-2004                                                                     | Hämeenlinna                                                                    | Italia under 19                                                                | 0 – 1                                                                          | Spagna under 19                                                                | Europeo under 19 2004 - Semifinali                                             | 0                                                                              |                                                                                |
| 26-04-2004                                                                     | Pordenone                                                                      | Norvegia under 19                                                              | 3 – 1                                                                          | Italia under 19                                                                | Qual. Europeo under 19 2005                                                    | 1                                                                              |                                                                                |
| 28-04-2004                                                                     | Azzano Decimo                                                                  | Italia under 19                                                                | 2 – 1                                                                          | Inghilterra under 19                                                           | Qual. Europeo under 19 2005                                                    | 1                                                                              |                                                                                |
| 30-04-2004                                                                     | Sacile                                                                         | Moldavia under 19                                                              | 0 – 5                                                                          | Italia under 19                                                                | Qual. Europeo under 19 2005                                                    | 0                                                                              |                                                                                |
| 10-11-2004                                                                     | Chiang Mai                                                                     | Italia under 19                                                                | 1 – 2                                                                          | Brasile under 19                                                               | Mondiali under 19 2004 - Fase a gironi                                         | 0                                                                              |                                                                                |
| 13-11-2004                                                                     | Chiang Mai                                                                     | Cina under 19                                                                  | 2 – 1                                                                          | Italia under 19                                                                | Mondiali under 19 2004 - Fase a gironi                                         | 0                                                                              |                                                                                |
| 16-11-2004                                                                     | Chiang Mai                                                                     | Italia under 19                                                                | 1 – 1                                                                          | Nigeria under 19                                                               | Mondiali under 19 2004 - Fase a gironi                                         | 0                                                                              |                                                                                |
| Totale                                                                         |                                                                                | Presenze                                                                       | 13                                                                             |                                                                                | Reti                                                                           | 4                                                                              |                                                                                |

## Palmarès

### Club

#### Competizioni nazionali
- Campionato italiano: 1

Bardolino Verona: 2006-2007
- Coppa Italia: 1

Bardolino Verona: 2006-2007
- Campionato italiano di Serie A2: 1

Atalanta: 2004-2005
- Campionato italiano di Serie B: 1

Atalanta: 2003-2004